# Regletas de Cuisenaire

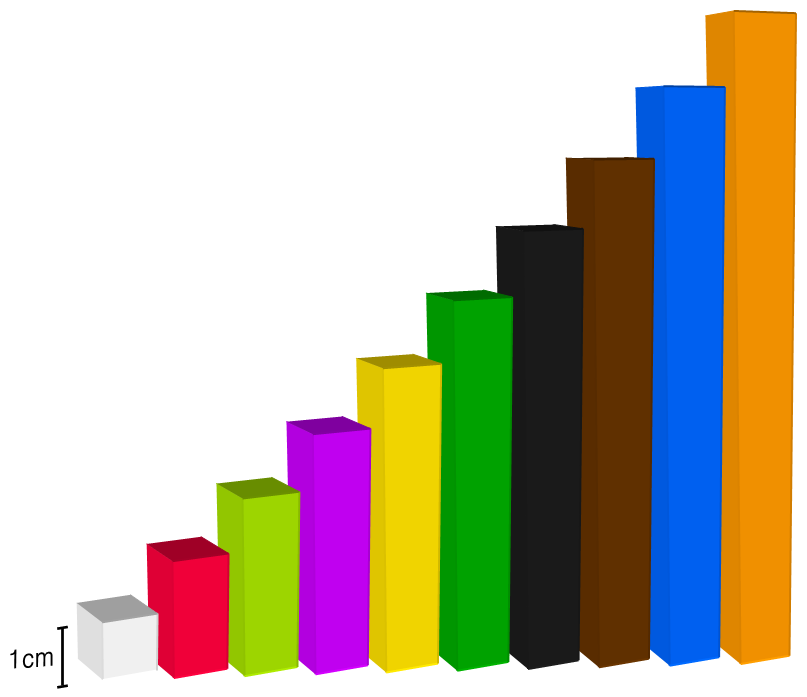
Regletas de Cuisenaire

Las regletas de Cuisenaire son un juego de manipulación matemática utilizado en la escuela, en otros niveles de aprendizaje e incluso con adultos. Se pueden empezar a usar con niños a partir de los 3 años de edad, permitiendo que se comprendan mejor los números y facilitando la transición hacia el cálculo mental. Se utilizan para enseñar una amplia variedad de temas matemáticos, como las cuatro operaciones básicas, fracciones, área, volumen, raíces cuadradas, resolución de ecuaciones simples, los sistemas de ecuaciones, e incluso ecuaciones cuadráticas.

## Historia
Los pedagogos Maria Montessori y Friedrich Froebel usaron regletas para representar números, pero fue el belga Georges Cuisenaire quien las introdujo para su uso con profesores en todo el mundo a partir de 1945. Cuisenaire era profesor de escuela primaria en Bélgica y publicó un manual sobre su uso en 1952, llamado Los números en colores (Les nombres en couleur). Las regletas sirven sobre todo para la enseñanza de las matemáticas, pero también para idiomas según un método desarrollado y popularizado por Caleb Gattegno en muchos países del mundo.

## Uso
Aunque se utilizan principalmente para las matemáticas, también se han vuelto populares en el aula de enseñanza de idiomas, en particular, The Silent Way. Pueden ser usadas para enseñar temas como preposiciones de lugar, frases y pronunciación.
En el sistema, hay diez regletas de 1 a 10 cm. A las regletas de igual longitud se les asigna el mismo color, el sistema estándar es el siguiente:
| Color        | Nombre Corto | Longitud (En Centímetros) |
| ------------ | ------------ | ------------------------- |
| Blanco       | B            | 1                         |
| Rojo         | R            | 2                         |
| Verde Claro  | V            | 3                         |
| Fucsia       | F            | 4                         |
| Amarillo     | A            | 5                         |
| Verde Oscuro | V            | 6                         |
| Negro        | N            | 7                         |
| Marrón       | M            | 8                         |
| Azul         | A            | 9                         |
| Naranja      | N            | 10                        |

Dado que en educación infantil y primer ciclo de educación primaria uno de los objetivos principales del docente consiste en ayudar al alumnado a desarrollar la capacidad de calcular, el uso de materiales didácticos con un enfoque lógico-manipulativo como las regletas de Cuisenaire suponen un recurso a tener en cuenta. Las regletas permiten la iniciación en el cálculo mediante la descomposición de los números con la ayuda de un soporte tangible y manipulativo, más fácil de entender por el alumnado en sus primeras etapas de aprendizaje debido a que les permite desarrollar el cálculo mental y su correspondiente representación. Además, permite al alumnado experimentar por su cuenta, fomentando el desarrollo de la autonomía del mismo mientras busca respuestas de forma independiente y espontánea.